# Brisbane Challenger 1986
Il Brisbane Challenger 1986 è stato un torneo di tennis facente parte della categoria ATP Challenger Series nell'ambito dell'ATP Challenger Series 1986. Il torneo si è giocato a Brisbane in Australia dal 22 al  settembre 1986 su campi in cemento.

## Vincitori

### Singolare
Brad Drewett ha battuto in finale  Craig A. Miller con il punteggio di 0–6, 6–1, 6–4

### Doppio
Peter Doohan /  Laurie Warder hanno battuto in finale  Brad Drewett /  Craig A. Miller con il punteggio di 7–5, 7–5